# Palača Amalienborg
Palača Amalienborg (danska izgovorjava: [æˈmɛˀljn̩ˌpɒˀ]) v Københavnu je uradna rezidenca danske kraljeve družine. Pozimi in jeseni v palači prebiva kraljica Margareta II. Danska. Sestavljena je iz štirih enakih klasičnih fasad palače z rokokojsko notranjostjo okoli osmerokotnega dvorišča (dansko Amalienborg Slotsplads); v središču trga je monumentalni konjeniški kip ustanovitelja Amalienborga, kralja Friderika V. Palačo je dal zgraditi kralj Friderik V. Danski (1723-1766) okrog leta 1750 v sklopu izgradnje Frederiksstada, predela mesta København, ki je bil namenjen družinam aristokratov. Po tem ko je 26. februarja 1794 zgorela prva palača Kristijansborg, je kraljeva družina kupila palače in se vselila. V preteklih letih so v štirih različnih palačah prebivali različni monarhi in njihove družine.

## Zgodovina

### Prve palače na mestu
Okrožje Frederiksstaden je bilo zgrajeno na nekdanjem zemljišču dveh drugih palač. Prva palača se je imenovala Sophie Amalienborg. Zgradila jo je kraljica Sophie Amalie, soproga Friderika III., na delu zemljišča, ki ga je njen tast Kristijan IV. Danski pridobil zunaj starega obzidanega mesta København, zdaj znanega kot okrožje Indre By, v začetku 17. stoletja, ko bil je kralj. Drugi deli zemljišča so bili uporabljeni za grad Rosenborg, Nyboder in novo vzhodno utrjeno obzidje okoli starega mesta.
Vključeval je vrt, zamenjavo za Kraljičin vrt, ki je bil onkraj mestnih zahodnih vrat Vesterport, območje, ki je danes znano kot Vesterbro, in ki je bilo uničeno med obleganjem s Švedske leta 1659.
Dela na vrtu so se začela leta 1664, palača pa je bila zgrajena od leta 1669 do 1673. Kralj je umrl leta 1670, vdova kraljica pa je tam živela do svoje smrti 20. februarja 1685.
Štiri leta kasneje, 15. aprila 1689, je sin Sophie Amalie, kralj Kristijan V. Danski, praznoval svoj štiriinštirideseti rojstni dan v palači s predstavitvijo nemške opere, morda prve operne predstavitve na Danskem, v posebej zgrajenem začasnem gledališču. Predstavitev je bila velik uspeh in so jo ponovili nekaj dni pozneje, 19. aprila. Vendar je takoj po začetku druge predstave zagorela dekoracija na odru, zaradi česar sta gledališče in palača zgorela do tal, okoli 180 ljudje je umrlo.
Kralj je nameraval obnoviti palačo, katere cerkev, kraljeva hiša in vrtne stavbe so bile še nedotaknjene. Ole Rømer je vodil pripravljalna dela za obnovo Amalienborga v zgodnjih 1690-ih. Leta 1694 je kralj sklenil pogodbo s švedskim gradbenim mojstrom Nicodemusom Tessinom mlajšim, ki je tisto poletje preživel nekaj časa v Københavnu in pregledoval nepremičnino. Njegova risba in model sta bila dokončana leta 1697. Kralju pa so se načrti zdeli preveč ambiciozni in je namesto tega istega leta začel rušiti obstoječe stavbe, pri čemer je predelan gradbeni material uporabil za gradnjo nove garnizijske cerkve.
Drugi Amalienborg je na začetku svoje vladavine zgradil Friderik IV. Danski Drugi Amalienborg je bil sestavljen iz poletne hiše, osrednjega paviljona z oranžerijami in arkad na obeh straneh paviljona. Na eni strani stavb je bil vrt v francoskem slogu, na drugi strani pa vojaško vadišče. Paviljon je imel v pritličju jedilnico. V zgornjem nadstropju je bil salon s pogledom na pristanišče, vrt in igrišče za vadbo.

### Razvoj Frederiksstadna Friderika V.
Amalienborg je središče Frederiksstadna, okrožja, ki ga je leta 1748 ustanovil kralj Friderik V. v spomin na tristoletnico vzpona družine Oldenburg na danski prestol in leta 1749 na tristoletnico kronanja Kristijana I. Danskega. Ta razvoj naj bi bil plod danskega pooblaščenega veleposlanika v Parizu Johanna Hartwiga Ernsta Bernstorffa. Vodja projekta je bil Lord High Steward Adam Gottlob Moltke, eden najvplivnejših mož v državi, z Nicolaijem Eigtvedom kot kraljevim arhitektom in nadzornikom.
Projekt je bil sestavljen iz štirih enakih dvorcev, zgrajenih za namestitev štirih uglednih plemiških družin iz kraljevih krogov, postavljenih okoli osmerokotnega dvorišča. Ti dvorci (zdaj imenovani palače) tvorijo sodobno palačo Amalienborg, čeprav so jo z leti precej spremenili.

### Kot kraljeva rezidenca
Ko se je kraljeva družina po požaru v palači Kristijansborg leta 1794 znašla brez strehe nad glavo, so bile palače skozi vse leto dolgo prazne, z izjemo palače Brockdorff, v kateri je bila pomorska akademija. Plemiči, ki so jih imeli v lasti, so bili pripravljeni deliti svoje dvorce za napredovanje in denar, in palači Moltke in Schack sta bili pridobljeni v nekaj dneh. Od tega datuma so zaporedni člani kraljeve družine živeli v Amalienborgu kot kraljevi rezidenci in kralji so štirim palačam posodili svoja imena; Palača Kristjana VII., Palača Kristjana VIII., Palača Friderika VIII. in Palača Kristijana IX.
Stebrišče, ki ga je zasnoval kraljevi arhitekt Caspar Frederik Harsdorff, je bilo dodano v letih 1794–1795, da bi povezalo nedavno zasedeno kraljevo palačo, palačo Moltke, s palačo prestolonaslednika, Schackovo palačo.

## Štiri palače
V skladu z Eigtvedovimi glavnimi načrti za Frederikstad in palače Amalienborg so bile štiri palače, ki obdajajo trg, zasnovane kot mestni dvorci za družine izbranega plemstva. Njihova zunanjost je bila enaka, notranjost pa se je razlikovala. Zemljišče, na katerem so lahko aristokrati gradili, so dobili brezplačno, poleg tega so bili oproščeni davkov in dajatev. Edini pogoj je bil, da morajo palače natančno ustrezati arhitekturnim specifikacijam Frederikstada in da morajo biti zgrajene v določenem časovnem okviru.
Gradnja palač na zahodni strani trga se je začela leta 1750. Ko je leta 1754 umrl Eigtved, sta bili dokončani zahodni palači. Dela na drugih palačah je nadaljeval Eigtvedov sodelavec in tekmec Lauritz de Thurah strogo po Eigtvedovih načrtih. Palače so bile dokončane leta 1760.
Štiri palače so:
- Palača Kristijana VII., prvotno znana kot Moltkejeva palača
- Palača Kristijana VIII, prvotno znana kot Levetzaujeva palača
- Palača Friderika VIII., prvotno znana kot Brockdorffova palača
- Palača Kristijana IX., prvotno znana kot Schackova palača

Trenutno sta za javnost odprti le palači Kristijana VII. in Kristijana VIII.

### Palača Kristijana VII.
Palača Kristijana VII. je znana tudi kot Moltkejeva palača in je bila prvotno zgrajena za visokega upravitelja lorda Adama Gottloba Moltkeja. To je jugozahodna palača, ki se od leta 1885 uporablja za namestitev in zabavo uglednih gostov, za sprejeme in za slovesne namene.
Moltkejevo palačo so v letih 1750–54 postavili najboljši obrtniki in umetniki svojega časa pod nadzorom Eigtveda. Bila je najdražja od štirih palač v času, ko je bila zgrajena, in je imela najbolj ekstravagantno notranjost. Njena velika dvorana (Riddersalen) je vsebovala lesene rezbarije (boiserie) Louisa Augusta le Clerca, slike Françoisa Boucherja in štukature Giovannija Battiste Fossatija in je na splošno priznana kot morda najboljša notranjost v danskem rokokoju.
Dvorec je bil uradno odprt 30. marca 1754, na kraljev trideseti rojstni dan. Zaradi Eigtvedove smrti nekaj mesecev pozneje je zadnja dela, kot je banketna dvorana, dokončal Nicolas-Henri Jardin.
Takoj po požaru v palači Kristijansborg februarja 1794 in dve leti po smrti prvotnega lastnika je kraljeva družina s kraljem Kristijanom VII. na čelu kupila prvo od štirih palač, ki so bile prodane kraljevi družini, in naročila Casparju Frederiku Harsdorffa, da jo spremeni v kraljevo rezidenco. Novo prebivališče so zasedli decembra 1794.
Po smrti Krstijana VII. leta 1808 je Friderik VI. uporabil palačo za svojo kraljevo hišo. Ministrstvo za zunanje zadeve je uporabljalo dele palače od leta 1852 do 1885. V vmesnih letih so v palači kratek čas bivali različni člani kraljeve družine, medtem ko je na njihovih palačah potekala obnova. V letih 1971-1975 je bil v palači ustanovljen manjši vrtec, kasneje pa šolska učilnica za prestolonaslednika Friderika in princa Joahima.
Po 200 letih je bila fasada, ki jo je okrasil nemški kipar Johan Christof Petzold, močno poškodovana, zaradi česar so bili deli Amalienborga zaprti, da bi preprečili poškodbe. Leta 1982 se je začela obnova zunanjosti in notranjosti, ki se je zaključila v začetku leta 1996, v letu Københavna kot evropske prestolnice kulture. Leta 1999 je Europa Nostra, mednarodna organizacija za ohranjanje, priznala obnovo s podelitvijo medalje.
Palača je občasno odprta za širšo javnost za oglede.

### Palača Kristjana VIII.
Palača Kristijana VIII., znana tudi kot Levetzaujeva palača, je severozahodna palača in je bila prvotno zgrajena za tajnega svetnika grofa Kristijana Friderika Levetzaua v letih 1750–60. Vnuk kraljice Margarete II., princ Felix, trenutno živi v stanovanju v palači. Princ Joahim in princesa Marie, ki stalno prebivata v Franciji, sta imela na voljo tudi stanovanje v palači, ko opravljata obveznosti na Danskem.
Po Eigtvedovi smrti leta 1754 je kraljevi arhitekt Lauritz de Thurah izvedel nadzor nad gradnjo stavbe po Eigtvedovih načrtih.
Palačo je prodalo posestvo Restrup, ki ga je leta 1756 ustanovil Levertzau, pokojni lastnik. Družina je ob prodaji stavbe postavila en pogoj – da se grofovski grb nikoli ne odstrani s stavbe. Še vedno ga je mogoče videti poleg monarhovega.
Kraljev polbrat Friderik je palačo kupil leta 1794, slikar in arhitekt Nikolai Abildgaard pa je posodobil notranjost v novem slogu francoskega empira. Palačo so poimenovali Palača Kristijana VIII. po njegovem sinu Kristijanu Frideriku, ki je odraščal v palači, prevzel stavbo leta 1805 po očetovi smrti in leta 1839 postal kralj.
Kristijan VIII. je umrl leta 1848, vdova kraljica Caroline Amalie pa je umrla leta 1881. Ministrstvo za zunanje zadeve je od leta 1885 uporabljalo dele palače, vendar se je leta 1898 preselilo, ko je palača postala rezidenca prestolonaslednika Kristijana X. in princese Aleksandrin. Po smrti Kristijana X. je bila palača dana na razpolago princu Knutu, predpostavljenemu nasledniku.
Palača je bila dom prestolonaslednika Friderika do njegove poroke leta 2004. Od leta 2018 do 2019 je v stanovanju v palači živel najstarejši vnuk kraljice Margarete II., princ Nikolaj.
Danes je od preostale rokokojske notranjosti ostalo bore malo; velik del notranjosti odraža spreminjanje okusa in sloga prebivalcev skozi leta.
V 1980-ih je bila palača obnovljena kot rezidenca prestolonaslednika, skladišča za kraljičino referenčno knjižnico in muzej za kraljevo hišo Glücksborg. V muzeju so zasebni kraljevi apartmaji od leta 1863 do 1947, vključno z originalno opremo in pohištvom. Včasih potekajo ogledi sob na piano nobile.

### Palača Friderika VIII.
Palača Friderika VIII., znana tudi kot Brockdorffova palača, je severovzhodna palača. To je dom prestolonaslednika Friderika in prestolonaslednice Marije od njune poroke.
Prvotno je bila zgrajena za grofa Joachima Brockdorffa v 1750-ih. Brockdorff je umrl leta 1763 in lord visoki steward Adam Gottlob Moltke je pridobil palačo. Moltke jo je dve leti pozneje prodal kralju Frideriku V.
Od leta 1767 je bila v njem Danska vojaška akademija, znana tudi kot Vojaška kadetska akademija (Landkadetakademi). Leta 1788 so mornariški kadeti zamenjali vojaške kadete, dokler se akademija leta 1827 ni preselila na drugo lokacijo.
Naslednje leto je bila palača pripravljena za bivanje sina kralja Kristijana VIII., Friderika VII., ki se je povzpel na prestol leta 1848, in njegove neveste, princese Vilhelmine. Arhitekt Jørgen Hansen Koch je v letih 1827–28 uspešno in temeljito prenovil palačo v slogu francoskega empir.
Po razvezi zakonske zveze leta 1837 so v palači živeli različni člani kraljeve družine. Leta 1869 je postala dom Friderika VIII. Leta 1934 je postala dom kralja Friderika IX. in kraljice Ingrid. Slednja je tam živela do svoje smrti leta 2000. Od leta 2006 do 2010 je bila palača podvržena veliki prenovi, da bi lahko sprejela prestolonasledniški par.

### Palača Kristijana IX.
Palača Kristijana IX. je jugovzhodna palača in je znana tudi kot Schackova palača. Od leta 1967 je dom kraljice Margarete II.
Gradbena dela je leta 1750 začel Eigtved, najprej pa jih je nadzoroval arhitekt Christian Josef Zuber in kasneje Philip de Lange.
Prvotno jo je naročil tajni svetnik Severin Løvenskjold, vendar je moral leta 1754 opustiti zaradi gospodarskih težav. Projekt sta prevzela grofica Anna Sophie Schack, rojena Rantzau, in njen pastorek grof Hans Schack. Požar kmalu po zamenjavi lastništva je dokončanje zamaknil za nekaj let.
7. januarja 1757 se je Hans Schack poročil z grofico Ulrikke Auguste Vilhelmine Moltke, hčerko Adama Gottloba Moltkeja, in kot njegov zet je uporabil najboljše umetnike in obrtnike za dokončanje notranjosti.
Leta 1794 sta palačo iz zasebne rezidence prevzela princ regent, nato prestolonaslednik Friderik in njegova žena, prestolonaslednica Marie. On je umrl leta 1839, ona pa leta 1852. Palačo sta po njeni smrti med drugim uporabljala vrhovno sodišče in ministrstvo za zunanje zadeve.
Kasneje je bila dom Kristijana IX. do njegove smrti leta 1906. Dom je ostal nedotaknjen do leta 1948. Leta 1967 je bila palača obnovljena za naslednika prestola, takratno princeso Margareto in princa Henrika.

## Kraljeva garda
Amalienborg podnevi in ponoči varuje kraljeva straža (Den Kongelige Livgarde). Njihova popolna uniforma je dokaj podobna uniformi pešadijskih polkov britanske vojske: škrlatna tunika, modre hlače in mornarska kapa iz medvedjega krzna. Straža vsak dan ob 11.30 maršira z gradu Rosenborg po ulicah Københavna in opoldne izvede menjavo straže pred Amalienborgom. Poleg tega se zamenjava delovnega mesta izvaja vsaki dve uri.
Ko je monarh v rezidenci, opoldne ob menjavi straže koraka tudi kraljeva garda (Kongevagt), ki jo spremlja godba, ki igra tradicionalne vojaške koračnice. Poročnik straže (Løjtnantsvagt) je vedno opozorjen, ko je princ Friderik ali drug član kraljeve družine v rezidenci, kraljica pa je odsotna. Obstajajo tri vrste straže: kraljeva, poročnikova in palačna. Kraljeva straža je čas, ko se njeno veličanstvo kraljica nastani v palači Kristijana IX. Straža nadporočnika je, ko prestolonaslednik Friderik, princ Joachim ali princesa Benedikte prevzamejo mesto regenta, ko monarh tega ne more. Palačna straža je, ko v palači ni nobenega člana kraljeve družine in je najmanjša.

## Konjeniški kip
Konjeniški kip kralja Frederika V. je naročil Moltke kot direktor Danske vzhodnoindijske družbe, izdelal pa ga je francoski kipar Jacques-Francois-Joseph Saly. Dela so se začela leta 1753, temeljni kamen pa je bil položen leta 1760 ob praznovanju 100-letnice političnega absolutizma na Danskem. Kip je bil končno odkrit leta 1771, pet let po smrti kralja Friderika V. leta 1766.

## Amaliehaven
Amalijin vrt (dansko Amaliehaven) je med obalo in Amalienborg Slotsplads. Ustanovljen je bil leta 1983 in je bil dar fundacije A. P. Møller in Chastine McKinney Møller državljanom Københavna. Dvonivojski vrt je zasnoval belgijski arhitekt Jean Delogne. Vsebuje marmorne skulpture in osrednji vodnjak, ki ga je zasnoval Italijan Arnaldo Pomodoro. Je v skupni lasti danske države in občine København, vzdržuje pa ga Agencija za palače in nepremičnine.

## Poravnave osi
O kratki osi, na kateri leži Amalienborg, Frederiksgade (Frederikova ulica), se je veliko razpravljalo zaradi gradnje stavbe Københavnske opere v letih 2001–04.
Na kratki osi so poravnani:
- Friderikova cerkev (dansko Frederikskirke), splošno znana kot Marmorna cerkev (dansko Marmorkirken).
- Amalienborg
- Kopenhagenska operna hiša

Dolga os, na kateri leži Amalienborg, je ulica Amaliegade.